# Regia

De Regia (τὸ βασίλειον, Appianus, Cassius Dio; τὸ βασίλειον οἴκημα, Plutarchus; ῾Ρήγια, Plutarchus, Cassius Dio) was in de Romeinse tijd de ambtswoning van het hoofd van de staatscultus. Ten tijde van het Romeinse Koninkrijk was dat de rex (de koning).
Het was een stenen gebouw dat samen met de Aedes Vestae (tempel van Vesta) en het atrium Vestae (huis van de Vestaalse maagden) een aantal grote hutten gelegen tussen de heuvel Velia en het Forum Romanum moest vervangen. Volgens de Romeinse legenden was Numa Pompilius degene die de Regia liet optrekken, ofwel als woning, ofwel als ambtswoning. Er zijn archeologische sporen van een brand rond 550 v.Chr. en rond 500 v.Chr., de periode waarin de laatste koning Lucius Tarquinius Superbus werd verdreven. Hierna zou de driehoekige vorm en indeling van de Regia ongewijzigd blijven tot 36 v.Chr..
Nu de rex verdreven was moesten anderen zijn functie als hoofd van de staatscultus opvangen. Dit was oorspronkelijk de rex sacrorum, die voortaan de offers bracht, die de rex werd geacht te brengen, maar aan het eind van de 4e eeuw v.Chr. nam de pontifex maximus diens plaats in aan het hoofd van de staatscultus en tegelijkertijd in de protocollaire rangschikking. In de regia hielden de pontifices maximi waarschijnlijk de annales maximi bij, want ze stelden een wit bord op voor de regia waarop de belangrijkste gebeurtenissen jaar na jaar werden vermeld, totdat dit gebruik door de pontifex maximus Publius Mucius Scaevola (130-115 v.Chr.) werd afgeschaft. De Regia werd ook als vergaderzaal gebruikt door het college van de pontifices, soms ook door het priestercollege de fratres Arvales.
Het gebouw werd mogelijk verwoest tijdens de belegering door de Galliërs in 390 v.Chr. Het was afgebrand en herbouwd in 148 v.Chr.. Nadat het in 36 v.Chr. was afgebrand, werd het door Gnaius Domitius Calvinus terug opgetrokken in marmer en hij zou het ook opsmukken met allerlei zaken en beelden - waaronder twee standbeelden die het paviljoen van Alexander de Grote hadden ondersteund en die hij van Gaius Iulius Caesar (Octavianus) had geleend, maar die Octavianus niet meer durfde opeisen, laat staan terughalen uit deze gewijde plaats. De inwijding viel waarschijnlijk op 17 juli 36 v.Chr., toen Clavinus een triomftocht hield om zijn overwinning op de bergstammen van de Pyreneeën te vieren.
De Regia huisde twee sacraria (schrijnen, kapelletjes): het sacrarium Martis waar de hastae (speren) en ancilia (achtvormige schilden) werden bewaard. en het sacrarium Opis Consivae. De ancilia die de Salii Palatini, gewijd aan Mars gradivius, en de Salii Collini, gewijd aan Quirinus, gebruikten bij hun dansen. De hastae werden door de veldheer met de woorden "Mars vigila" ("Mars, wees waakzaam") bewogen alvorens op veldtocht te vertrekken. Het sacrarium Martis was ook het enige heiligdom van Mars dat zich binnen het pomerium bevond, totdat Augustus de tempel van Mars Ultor liet bouwen. In het sacrarium Opis Consivae, gewijd aan Ops Consiva, werd op Opiconsivia (25 augustus) aan haar geofferd door de pontifex maximus en de sacerdotes Vestales.
Georges Dumézil zag in de Regia een uiting van de Indo-Europese godentrias Jupiter (Regia, als "koning") - Mars (sacrarium Martis) - Quirinus (sacrarium Opis Consivae; ook een godheid ivm. landbouw). In de Regia zouden alle aspecten van de Indo-Europese samenleving samenkomen.

## Voetnoten
1. ↑  Mogelijk sloeg de naam regia oorspronkelijk op het gehele "complex" dat in die periode werd gebouwd.
2. ↑  Solinus, I 21; Ovidius, Tristia III 1.30, Fasti VI 263‑264, Servius, ad Vergilium Aeneis VIII 363, VII 153; Tacitus, Annales XV 41.
3. ↑  Cassius Dio, fragmenta VI 2; Plutarchus, Numa 14.
4. ↑  Deze brand is mogelijk vereeuwigd in een verhaal over gevechten bij de troonsbestijging van Servius Tullius, dat we bij Titus Livius (I 41.) aantreffen.
5. ↑  Cicero, De legibus I 2.6; Aulus Gellius, II 28.6; Dionysius van Halicarnassus, Bibliotheca historica I 76.3.
6. ↑  Plinius minor, Epistulae IV 11.6; Cicero, ad Atticum X 3a, 1. Dit college, voorgezeten door de pontifex maximus, bestond uit de drie, later 16 pontifices, de rex sacrorum, de zes sacerdotes Vestales en vijftien flamines. Het College van Pontifices oefende de controle uit over de Romeinse kalender, het recht (na verloop van tijd vooral het sacraal recht) en de staatsreligie; zie voor de vergadering ook G. Wissowa, Religion und Kultus der Römer, München, 1912², p. 503.
7. ↑  CIL VI 2023.9.
8. ↑  Zie: A.W. Van Buren, The Gallic Fire and Roman Archives, in Memoirs of the American Academy in Rome II (1917), pp. 59‑60.
9. ↑  Iulius Obsequens, 19; Livius, Epit. Oxyrh. 127‑129. Zie ook O. Gilbert, Geschichte und Topographie der Stadt Rom in Altertum, III, Leipzig, 1890, p. 407.
10. ↑  Cassius Dio, XLVIII 42; cf. Plinius maior, Naturalis historia XXXIV 48; CIL VI 1301; Ephemeris Epigraphica III 266.
11. ↑  Servius, ad Vergilium, Aen. VII 188, 603; VIII 3; Aulus Gellius, IV 6.1, 2; Cassius Dio, XLIV 17; Iulius Obsequens, 6, 36, 44, 44a, 47, 50 (ed. Rossbach).
12. ↑  Varro, De lingua Latina VI 21; Festus, 186, 249; Fasti fratrum arvalium a. d. VIII Kal. Sept. VI 32482.
13. ↑  Livius, I 20.4; Plutarchus, Numa 13.1-2.4.
14. ↑  La religion romaine archaique, I, Parijs, 1974², pp. 34-35.